# Condado de Union (Georgia)
El condado de Union (en inglés: Union County) es un condado localizado al norte de Georgia, Estados Unidos. Según el censo de 2020, tiene una población de 24 632 habitantes.
La sede del condado es Blairsville.

## Geografía
Según la Oficina del Censo, el condado tiene un área total de 852.2 km², de la cual 834.2 km² es tierra y 18 km² es agua.

### Condados adyacentes
- Condado de Cherokee (Carolina del Norte) (norte)
- Condado de Clay (Carolina del Norte) (noreste)
- Condado de Towns (este)
- Condado de White (sureste)
- Condado de Lumpkin (sur)
- Condado de Fannin (oeste)

## Demografía
Según el censo de 2000, había 17 289 personas, 7159 hogares y 5211 familias residiendo en la localidad. La densidad de población era de 21 hab./km². Había 10 001 viviendas con una densidad media de 12 viviendas/km². El 97.94% de los habitantes eran blancos, el 0.58% afroamericanos, el 0.23% amerindios, el 0.24% asiáticos, el 0.02% isleños del Pacífico, el 0.24% de otras razas y el 0.74% pertenecía a dos o más razas. El 0.88% de la población eran hispanos o latinos de cualquier raza.
Los ingresos medios por hogar en la localidad eran de $31 893, y los ingresos medios por familia eran $39 776. Los hombres tenían unos ingresos medios de $29 127 frente a los $20 871 para las mujeres. La renta per cápita para el condado era de $18 845. Alrededor del 12.50% de la población estaban por debajo del umbral de pobreza.

## Transporte

### Principales carreteras
- U.S. Route 19. Se encuentra con la U.S. 129 y S.R. 11
- U.S. Route 76. Se encuentra con S.R. 2 y S.R. 515
- U.S. Route 129. Se encuentra con U.S. 19 y S.R. 11
- Ruta Estatal de Georgia 60
- Ruta Estatal de Georgia 2. Se encuentra con U.S. 76 y S.R. 515
- Ruta Estatal de Georgia 11. Se encuentra con U.S. 19 y U.S. 129
- Ruta Estatal de Georgia 325. Conocida como Nottely Dam Road.
- Ruta Estatal de Georgia 515. Se encuentra con la U.S. 76 y S.R. 2

## Localidades
- Blairsville
- Suches